# 国際空港評議会
国際空港評議会（こくさいくうこうひょうぎかい、Airports Council International, ACI）は、1991年に設立された、空港の管理者の団体。177の国や地域にある1957の空港を管理運営する641の団体が加盟している。本部はスイスのジュネーブにあったが、2010年からカナダのモントリオールに移った。
安全で効率的な航空技術・運航システムの開発、空港経営の効率化、騒音など環境問題の改善などについて情報交換し国際民間航空機関や各国政府への働きかけをしている。
また、各空港の旅客数、貨物取扱量などの統計やサービス状況などについて調査・集計して世界の空港ランキングを公表している。

## 地域事務所
- ACI North America（北アメリカ）: ワシントンD.C. アメリカ
- ACI Europe（ヨーロッパ）: ブリュッセル ベルギー
- ACI Latin America-Caribbean（ラテンアメリカ、カリブ諸国）: パナマシティ パナマ
- ACI Asia-Pacific（アジア・パシフィック）: 香港 - アジア本土、オーストラリア、オセアニア、インドネシア、バンクーバー、サンフランシスコ、ハワイなどを含む。
- ACI Africa（アフリカ）: カサブランカ モロッコ

## エアポート・サービス・クオリティ・アワード
エアポート・サービス・クオリティ・アワード(Airport Service Quality Awards, ASQ Awards)は、参加空港が実施する旅客サービスについてのアンケート調査を基にACIが集計結果を発表、表彰するものである。
ACIが毎年参加を希望する空港を募り、参加空港が利用者に対しアンケート調査を毎月実施、その集計結果をACIが年1回発表している。調査内容は空港の旅客サービスに対する利用者の評価で、調査に用いるアンケート用紙はすべての参加空港でACIが作成した共通のものを用いている。
ASQ Awards の表彰は、ランキングをカテゴリ別に発表している。
- 地域別最優秀空港賞 (Best Airport by Region)
- 規模別最優秀空港賞 (Best Airport by Size)
- 最優秀地方空港賞 (Best Regional Airport)
- 最優秀改善賞 (Best Improvement)
- 最優秀空港賞 (Best Airport Worldwide) - 2012年以降は発表されていない。

過去の ASQ Awards の一覧は、List of Airport Service Quality Award winners を参照。

### 地域別最優秀空港賞（アジア・太平洋地区）
| 年   | 1位                                                                 | 2位 | 3位                                                |
| ---- | ------------------------------------------------------------------- | --- | -------------------------------------------------- |
| 2005 | 仁川国際空港                                                        | シンガポール・チャンギ国際空港                                                                                         | 香港国際空港                                       |
| 2006 | 仁川国際空港                                                        | 香港国際空港 | クアラルンプール国際空港                           |
| 2007 | 仁川国際空港                                                        | クアラルンプール国際空港                                                                                               | シンガポール・チャンギ国際空港                     |
| 2008 | 仁川国際空港                                                        | シンガポール・チャンギ国際空港                                                                                         | 香港国際空港                                       |
| 2009 | 仁川国際空港                                                        | シンガポール・チャンギ国際空港                                                                                         | 香港国際空港                                       |
| 2010 | 仁川国際空港                                                        | シンガポール・チャンギ国際空港                                                                                         | 香港国際空港                                       |
| 2011 | 仁川国際空港                                                        | シンガポール・チャンギ国際空港                                                                                         | 北京首都国際空港                                   |
| 2012 | 仁川国際空港                                                        | シンガポール・チャンギ国際空港                                                                                         | 北京首都国際空港                                   |
| 2013 | 仁川国際空港                                                        | シンガポール・チャンギ国際空港                                                                                         | 北京首都国際空港                                   |
| 2014 | 仁川国際空港                                                        | シンガポール・チャンギ国際空港                                                                                         | 北京首都国際空港                                   |
| 2015 | 仁川国際空港 シンガポール・チャンギ国際空港                         | 北京首都国際空港 チャトラパティ・シヴァージー国際空港 インディラ・ガンディー国際空港 三亜鳳凰国際空港 上海浦東国際空港 | 広州白雲国際空港 台湾桃園国際空港 天津浜海国際空港 |
| 2016 | 仁川国際空港                                                        | インディラ・ガンディー国際空港 チャトラパティ・シヴァージー国際空港 シンガポール・チャンギ国際空港                     | 北京首都国際空港 海口美蘭国際空港                  |
| 2017 | インディラ・ガンディー国際空港 チャトラパティ・シヴァージー国際空港 | 北京首都国際空港 イ・グスティ・ングラ・ライ国際空港 海口美蘭国際空港 上海浦東国際空港                                  | 三亜鳳凰国際空港                                   |